# Губино (Галичский район)
Губино — упразднённая деревня в Берёзовском сельском поселении Галичского района Костромской области России. Исключена из учётных данных в 2024 году.

## История
Согласно Спискам населённых мест Российской империи в 1872 году деревня относилась к 1 стану Чухломского уезда Костромской губернии. В ней числилось 11 дворов, проживало 24 мужчины и 26 женщин.
Согласно переписи населения 1897 года в деревне проживало 59 человек (28 мужчин и 31 женщина).
Согласно Списку населённых мест Костромской губернии в 1907 году деревня относилась к Муравьищенской волости Чухломского уезда Костромской губернии. По сведениям волостного правления за 1907 год в ней числилось 7 крестьянских дворов и 34 жителя.
До муниципальной реформы 2010 года деревня входила в состав Муравьищенского сельского поселения.

## Население
| 2008 | 2010 | 2012 | 2014 |
| ---- | ---- | ---- | ---- |
| 0    | →0   | →0   | →0   |

## Комментарии
1. ↑  По состоянию на 1907 год в Муравьищенской волости Чухломского уезда Костромской губернии числилась также деревня Губино, расположенная рядом с селом Троица-Олеш на речке Олешь, в которой проживало 32 человека в 6 дворах.